# Ketchup Entertainment
 (mai 2025).
Motif : Où sont les sources secondaires indépendantes qui analysent spécifiquement le sujet et son intérêt encyclopédique sur la durée ? 
Rappel essentiel : Wikipédia n'est pas une base de données.
- Archive Wikiwix
- Bing
- Cairn
- DuckDuckGo
- E. Universalis
- Gallica
- Google
- G. Books
- G. News
- G. Scholar
- Persée
- Qwant
- (zh) Baidu
- (ru) Yandex
- (wd) trouver des œuvres sur Wikidata

| 1. | Préciser le motif de la pose du bandeau. | Précisez le motif de la pose du bandeau en utilisant la syntaxe suivante : {{admissibilité à vérifier\|date=mai 2025\|motif=remplacez ce texte par le motif}}                              |
| 2. | Informer les utilisateurs concernés.     | Pensez à avertir le créateur de l'article, par exemple, en insérant le code ci-dessous sur sa page de discussion : {{subst:avertissement admissibilité à vérifier\|Ketchup Entertainment}} |

Ketchup Entertainment (stylisé comme ketchup.entertainment) est une société américaine indépendante de production et de distribution de films. Elle est notamment connue pour avoir distribué Hypnotic (2023), Memory (2023), Hellboy: The Crooked Man (2024), Goodrich (2024) et Daffy et Porky sauvent le monde (2024).

## Films
- The Dragon Pearl (2011)
- Lost Christmas (2011)
- Picture Day (2012)
- Whole Lotta Sole ou Stand Off (2012)
- The Frozen (2012)
- Kill Me Now (2012)
- Mafia (2012)
- Linsanity (2013)
- Big Sur (2013)
- Run Out (Vehicle 19, 2013)
- Aroused (2013)
- Savannah (2013)
- Albator, corsaire de l'espace (Harlock: Space Pirate, 2013)
- Duo d'escrocs (The Love Punch, 2013)
- Starving Games (The Starving Games, 2013)
- Are You Joking? ou You Must Be Joking! (2014)
- Wolves (2014)
- Big Game (2014)
- Captain Sabertooth and the Treasure of Lama Rama (2014)
- Spaceship (Debug, 2014)
- Superfast 8 (Superfast!, 2015)
- A Royal Night Out (2015)
- Compulsion (2016)
- Bushwick (2017)
- Captain Sabertooth and the Magic Diamond (2019)
- Dr. Bird's Advice for Sad Poets (2021)
- Hypnotic (2023)
- Ferrari (2023)
- Memory (2023)
- Hellboy: The Crooked Man (2024)
- Goodrich (2024)
- Week-end à Taipei (Weekend in Taipei, 2024)
- Daffy et Porky sauvent le monde (The Day the Earth Blew Up: A Looney Tunes Movie, 2024)
- Ozi, la voix de la forêt (Ozi: Voice of the Forest, 2025)
- Coyote vs. Acme (2026)